# Ernst Wullekopf
Ernst Wullekopf (Pattensen, 12 aprile 1858 – Hannover, 22 maggio 1927) è stato un architetto tedesco.
È famoso per aver realizzato il Molino Stucky, un edificio industriale in stile neogotico, a Venezia, sull'isola della Giudecca, tra il 1884 e il 1895.